# Eparchia di Murom

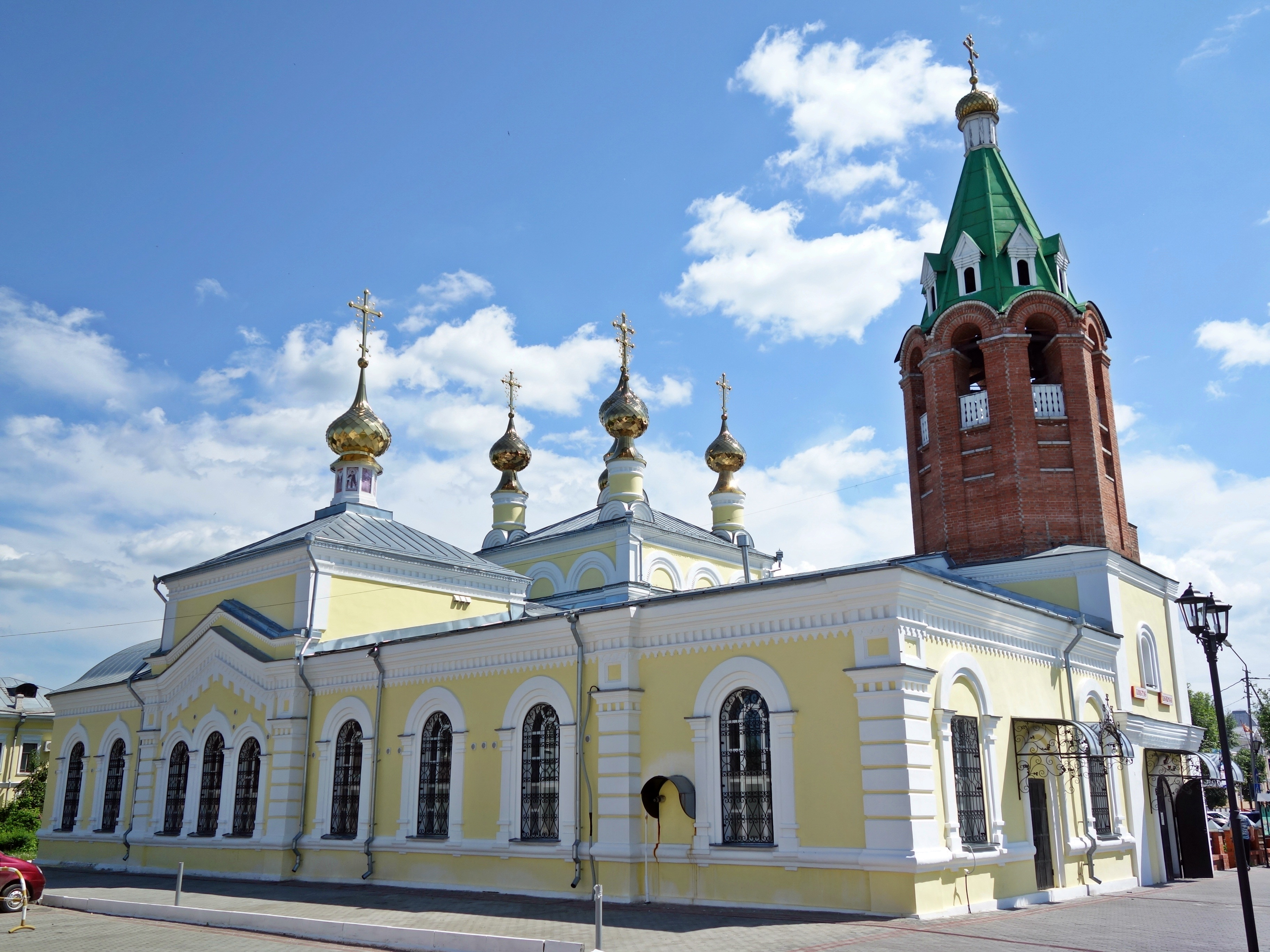
La cattedrale dell'Ascensione di Murom.

L'eparchia di Murom (in russo: Муромская епархия) è una diocesi della Chiesa ortodossa russa, appartenente alla metropolia di Vladimir.

## Territorio
L'eparchia comprende i rajon Vjaznikovskij, Gorochoveckij, Muromskij, Melenkovskij e Selivanovskij dell'oblast' di Vladimir nel circondario federale centrale.
Sede eparchiale è la città di Murom, dove si trova la cattedrale dell'Ascensione. L'eparca ha il titolo ufficiale di «eparca di Murom e Vjazniki».
Nel 2019 l'eparchia è suddivisa in 8 decanati per un totale di 89 parrocchie.

## Storia
L'eparchia è stata eretta con decisione del Santo Sinodo della Chiesa ortodossa russa del 16 luglio 2013, con territorio separato da quello dell'eparchia di Vladimir.